# Das Luftschiff (1983)
Das Luftschiff ist ein deutscher Spielfilm der DEFA von Rainer Simon aus dem Jahr 1983, frei nach dem gleichnamigen Roman von Fritz Rudolf Fries aus dem Jahr 1974.

## Handlung
Der Film beginnt in einem Luftschutzkeller am Ende des Zweiten Weltkrieges. Chico, ein Junge im Alter von 11 Jahren, schwärmt von seinem Großvater, von dem er nur weiß, dass der ein großer Erfinder war. Nach dem Ende der Kämpfe beschließt er, ihn zu suchen, mit Hilfe seiner Tante macht er sich auf den Weg. Diese lernt unterwegs einen netten jungen Mann kennen, so dass Chico allein weiter sucht. Hierbei erhält er Hilfe von einem Antifaschisten, der ihn unterstützen will, denn dieser denkt, dass der Großvater in Spanien auf der Seite der Internationalen Brigaden gekämpft hat. Doch so einfach ist es nicht, wie der, in seinen Zeiten immer hin und her pendelnde, Film zeigt.
Ebenfalls gleich zu Beginn sieht man in einer Rückblende Chicos Großvater Fran Xaver Stannebein, wie dieser als 15-jähriges Mitglied eines Leipziger Luftfahrt-Vereins während einer Vorführung zeigen soll, wie man mit Flügeln fliegen kann. Später wird er zu einem besessenen Erfinder, der sich in den Kopf gesetzt hat, ein Luftschiff mit Schraubenflügeln zu konstruieren. Um Geld zu verdienen, wandert er erst einmal nach Spanien aus, wird Handelsvertreter, gründet eine Familie mit der Spanierin Dona Mathilde und bekommt mehrere Kinder. Sein Traum vom Luftschiff lässt ihn nicht los, deshalb verlässt er Arbeit und Familie in Richtung Berlin. Angekommen, residiert er zunächst im Hotel Adlon als Generaldirektor und versucht mit ausländischen Botschaftern und deutschen Großindustriellen zur Finanzierung seines Vorhabens ins Gespräch zu kommen. Aber der Erfolg stellt sich nicht ein, bis er sogar wegen schwindender Geldmittel Unterkunft in ganz einfachen Hotels suchen muss. Ein Grund für das Scheitern seiner Verhandlungen liegt auch darin, dass sich Stannebein grundsätzlich weigert, sein Luftschiff für militärische Aufgaben auszurüsten.
Doch dann finden sich Leute, die ihn finanziell unterstützen wollen, aber nur wenn er zuvor für seine Luftschiffe eine Landebahn in Spanien baut. Die braucht er zwar nicht, denn seine Fluggeräte sollen senkrecht starten und landen können, doch die Möglichkeit in einer zweiten Rate endlich das Geld für seine Erfindung zu bekommen, überzeugt ihn. Nach Fertigstellung der Landebahn und dem Ausbleiben des Geldes für sein Luftschiff erkennt er, dass er von seinen Auftraggebern betrogen wurde und die Betonpiste nur für die deutschen Truppen der Legion Condor im spanischen Bürgerkrieg dienen sollte, reist er nach Berlin zurück, nicht ohne vorher noch einige gefangene Republikaner zu befreien. In der Hauptstadt will er sich über den Betrug beschweren und wird in eine Irrenanstalt eingewiesen.
Wieder im Jahr 1945 macht sich der Rest der Familie Gedanken um Chico, der inzwischen in der Krankenanstalt angekommen ist. Gleichzeitig trifft seine Tante mit ihrem neuen Freund ein, der aber gleich wieder mit dem Auto verschwindet. Auch seine Großmutter trifft ein, die sich mit einem Nachbarn per Fahrrad auf den Weg gemacht hat. Alle müssen erkennen, dass Franz Xaver Stannebein ein Opfer der Euthanasie geworden ist.

## Produktion
Das Luftschiff wurde mit Unterstützung von Studios aus Madrid, Prag und Sofia von der Künstlerischen Arbeitsgruppe „Johannisthal“ auf ORWO-Color gedreht und hatte am 17. März 1983 im Berliner Kino International seine festliche Premiere. Die Erstausstrahlung im 2. Programm des Fernsehens der DDR erfolgte am 25. Mai 1984. Am 1. Dezember 1985 wurde er vom ZDF erstmals in der Bundesrepublik gesendet.

## Kritik
Horst Knietzsch schrieb im Neuen Deutschland, dass Rainer Simon nach eigener Aussage nach dem Lesen des Romans nicht die Absicht hatte, aus diesem Stoff einen Film zu machen. Knietzsch meinte, dass es besser gewesen wäre, wenn Simon bei dieser Meinung geblieben wäre. In dem Film werden Zeit und Raum gegeneinander gesetzt, hüpfen und springen die Szenen vor und zurück, bleiben Figuren schemenhaft, erhellen Metaphern nicht die Vorgänge, sondern verdunkeln eher.
Das Lexikon des internationalen Films schreibt über den Film, dass er das Fliegen als Metapher für Freiheit, Weite und Selbstverwirklichung benutzt, wobei er in einer assoziativen Erzählweise angelegt ist und wegen der komplizierten Verwendung verschiedenster filmischer Mittel nur ein interessiertes Publikum anzusprechen versteht.

## Auszeichnungen
- 1984: 3. Nationales Spielfilmfestival der DDR Karl-Marx-Stadt: Preis für Kamera